# Marc Lassus
Pour les articles homonymes, voir Lassus.
Marc Lassus, né en 1938 dans le Béarn est un ingénieur spécialiste en plastronique, une discipline alliant le plastique et l'électronique, issu de la première promotion de l'INSA Lyon. C'est l'un des artisans de l'industrialisation de la carte à puce. Il est également le cofondateur de la société Gemplus.

## Biographie
Né en 1938 dans le Béarn, Marc Lassus fait ses études à l'INSA Lyon et passe son doctorat en physique des solides en 1967. Il est recruté par Motorola à Toulouse, et se forme aux États-Unis où il séjourne trois ans. De retour en France, il est nommé directeur d'une unité de fabrication de circuits intégrés, et en 1979 produit les premiers prototypes de carte à puce. Il travaille pour Matra puis Thomson, qui ne souhaite pas investir dans ce secteur. Marc Lassus avec quatre ingénieurs de Thomson fonde alors Gemplus,, qui devient n°1 mondial des cartes à puce et réalise 1,2 milliard d'euros de chiffres d'affaires.
En 1997, il  quitte la présidence de Gemplus et est remplacé par Daniel Le Gal, un des cofondateurs. Il garde la présidence du conseil d’administration et décide de déménager à Londres,. 
En 1999, il vend ses parts de Gemplus à TPG Capital, un fonds d'investissement américain et l'hispano-américain Antonio Perez, ex-numéro 2 de Hewlett Packard  est nommé  à la tête de l'entreprise. En décembre 2001, Marc Lassus est destitué par l'actionnariat et remplacé par Hasso von Falkenhausen à la présidence du conseil d'administration de Gemplus tandis qu'Antonio Perez est remplacé par Ronald Mackintosh. 
En décembre 2002, il démissionne du conseil d'administration, suivi par Ziad Takieddine.  
En 2004, il est condamné à rembourser 72 millions d'euros à Gemplus et au fonds d'investissement TPG, finalement il bénéficiera d'un non-lieu en 2011 en appel.
En novembre 2019, Marc Lassus publie avec Bruno Charlaix un livre intitulé « La puce et le Morpion ».  Il y révèle pour la toute première fois comment Gemplus, la société qu’il a créée et qui comptait alors déjà plus de deux milliards d’utilisateurs dans le monde, a subi un raid orchestré par les services américains.